# LASER Airlines
Laser Airlines (Línea Aérea de Servicio Ejecutivo Regional, C.A.) ist eine 1994 gegründete Fluggesellschaft mit Sitz in Caracas, Venezuela und Basis am Flughafen Caracas.

## Geschichte
Am 11. März 1994 wurde der kommerziellen Betrieb mit der Strecke Caracas – Porlamar aufgenommen. Im Jahre 1995 wurden die nationalen Ziele erweitert (siehe Flugziele). Seit 2011 wird Aruba und ab dem Jahre 2013 werden in der Dominikanischen Republik die beiden Ziele Santo Domingo und Punta Cana angeflogen. Ab 2015 flog Laser Airlines nach Panama und 2018 nach Curaçao und Guayaquil, Ecuador.
LASER führte in Zusammenarbeit mit in den USA ansässigen Fluggesellschaften wie Swift Air  und World Atlantic Airlines Flüge von Caracas nach Miami durch. Als die FAA im Mai 2019 alle Flüge zwischen den USA und Venezuela aussetzte, beschloss LASER, ihre Route von Caracas nach Miami zu ändern. Die Fluggesellschaft führte mit eigenen Flugzeugen einen Flug von Caracas nach Santo Domingo, Dominikanische Republik durch. Von dort transportierte Swift Air die Passagiere mit ihren Boeing 737 nach Miami.
Aufgrund der von der ecuadorianischen Behörde für venezolanische Passagiere geforderten Einwanderungsbestimmungen stellte die Gesellschaft den Betrieb auf der Strecke Caracas-Guayaquil-Caracas am 1. Dezember 2019 ein.
Im Jahre 2020 wurde in einem joint venture mit dem  fixed-base operator (FBO) Servair Domanica aus der Dominikanische Republik eine Billigfluggesellschaft mit dem Namen "Red Air" gegründet.
LASER Airlines wird den Biosecurity Travel Pass von allen Passagieren verlangen, die ab dem 1. August in das Staatsgebiet einreisen möchten.

## Flugziele
Die Gesellschaft bietet Flüge in die Dominikanische Republik, nach Panama, sowie folgende Ziele in Venezuela an:
- Barcelona (Venezuela)
- El Vigia
- La Fria
- Maracaibo
- Maturín
- Porlamar
- Puerto Ordaz

## Flotte
Die Flotte besteht mit Stand April 2025 aus elf Flugzeugen mit einem Durchschnittsalter von 33,8 Jahren.
| Flugzeugtyp             | aktiv | bestellt | Anmerkungen                  | Sitzplätze (Business/Eco) | Durchschnittsalter |
| ----------------------- | ----- | -------- | ---------------------------- | ------------------------- | ------------------ |
| Airbus A330-200         | 1     |          | betrieben durch Hi Fly Malta | 299 (24/275)              | 16,8 Jahre         |
| McDonnell Douglas MD-81 | 4     |          | drei inaktiv                 | 163 (-/163)               | 33,4 Jahre         |
| McDonnell Douglas MD-82 | 4     |          | eine inaktiv                 |                           | 36,4 Jahre         |
| McDonnell Douglas MD-83 | 2     |          |                              | 141 (12/129)              | 37,8 Jahre         |
| Gesamt                  | 11    | -        |                              |                           | 33,8 Jahre         |

## Ehemalige Flugzeugtypen
- Boeing 727
- McDonnell Douglas DC-9-14
- McDonnell Douglas DC-9-31
- McDonnell Douglas DC-9-32